# 中国2010年上海世界博览会拉脱维亚馆

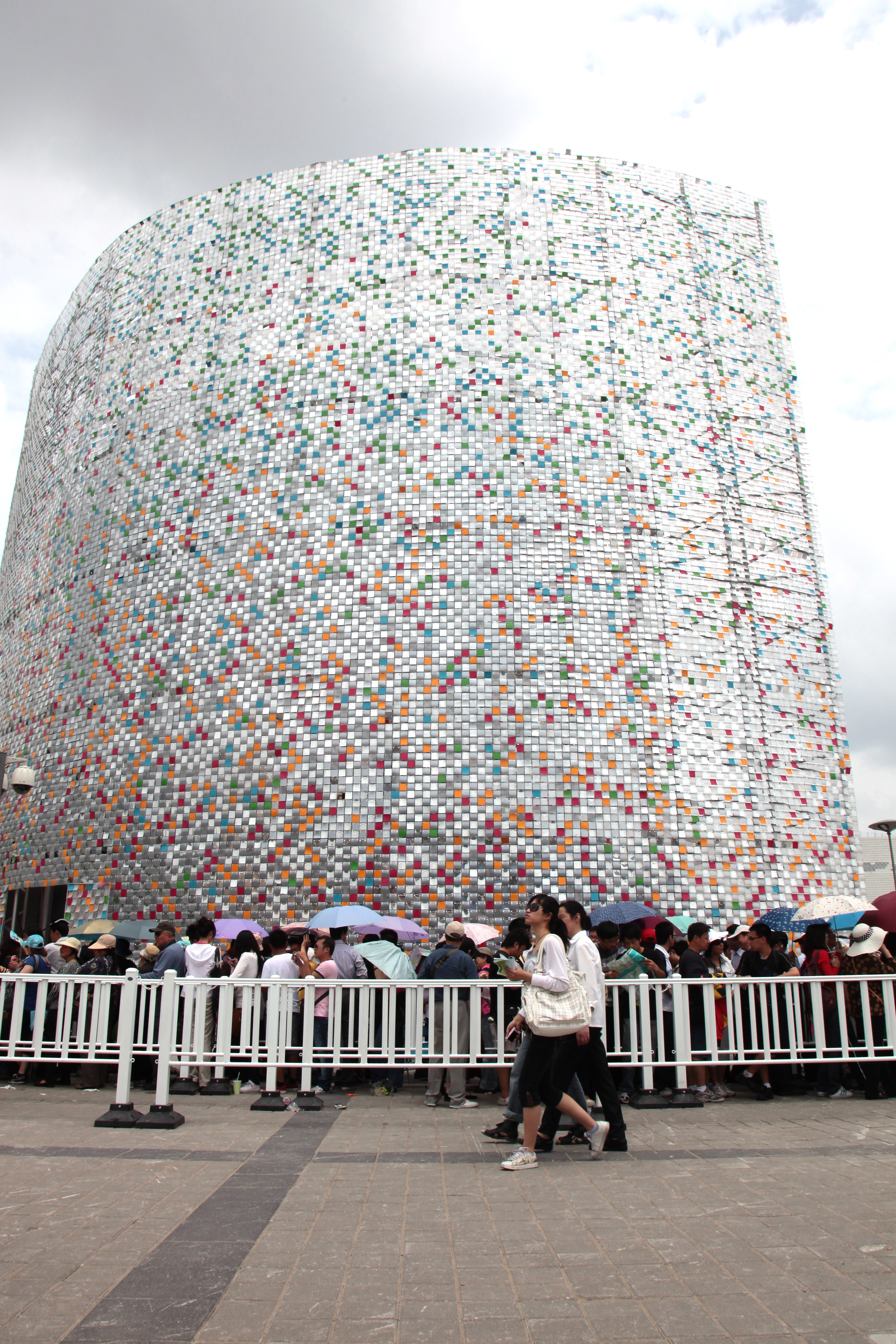
拉脱维亚馆

中国2010年上海世界博览会拉脱维亚馆，简称拉脱维亚馆（英文：Latvia Pavilion at Expo 2010），是中国2010年上海世界博览会代表拉脱维亚的展馆，位于世博园区C片区。该展馆的主题为“科技创新城市”，其展馆的国家馆日为10月21日，总面积1000平米。展馆三楼有一个玻璃制成的风洞机内的“飞行秀”。参观者还可以通过参与互动触摸屏的游戏测试，胜者将有机会得到一次免费的飞行体验。展馆一楼则设有纪念品零售店和咖啡店。